# 윌리엄 샌더슨

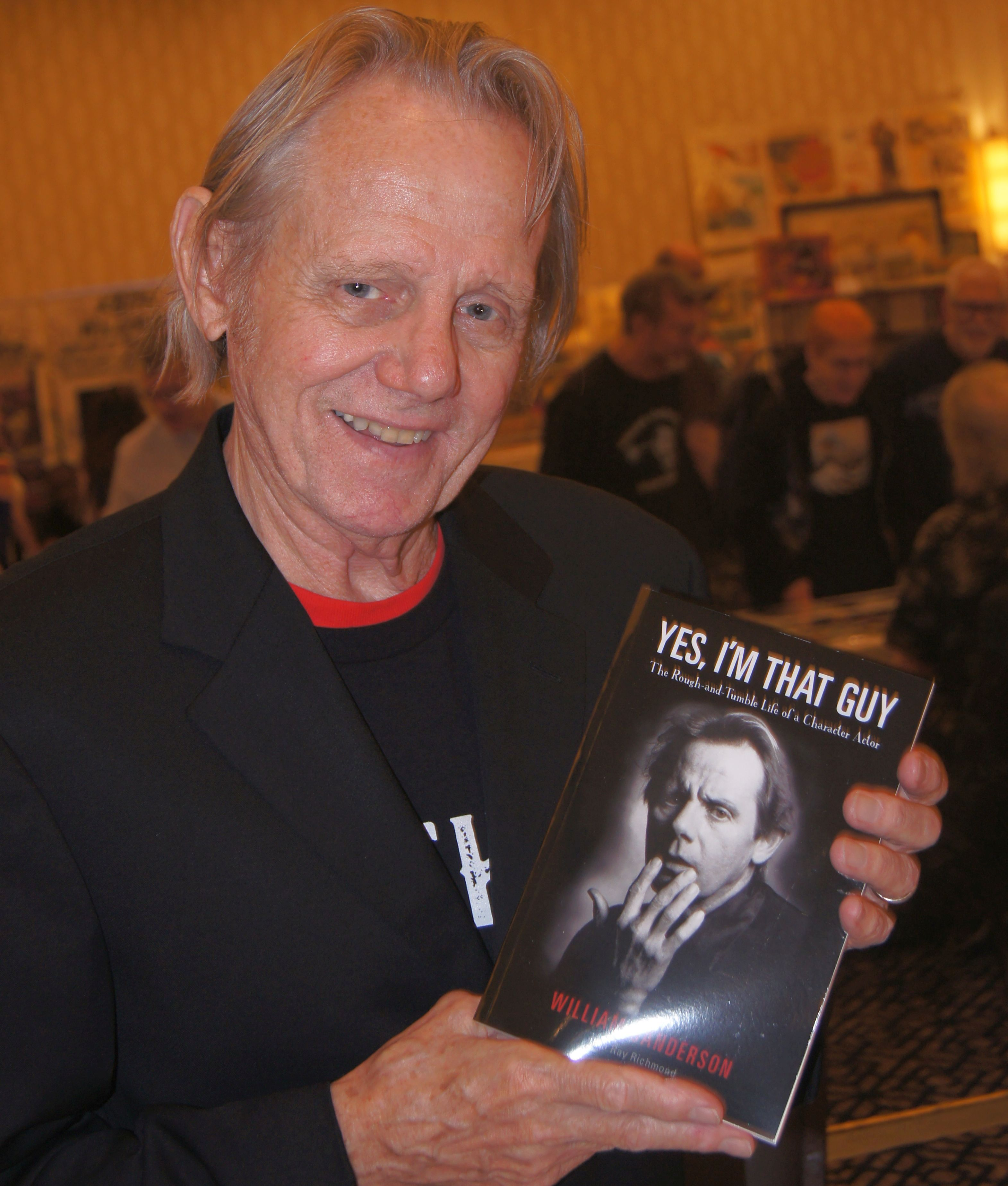

윌리엄 샌더슨(William Sanderson, 1944년 1월 10일 ~ )는 미국의 배우, 텔레비전 배우, 영화배우, 연극 배우이다.
멤피스에서 태어났다.

## 방송
- 트루 블러드 시즌3
- 트루 블러드 시즌2
- 트루 블러드 시즌1
- 명탐정 몽크 시즌2
- 위드아웃 어 트레이스 1

## 영화
- 더 그리들 하우스 (2018년) - 거스 역
- 트루 블러드 (2008년)
- 디서피어런스 (2006년)
- 데드우드 (2004년)
- 아바타 (2004년)
- 몬티 월시 (2003년)
- 신의 영웅들 (2003년)
- 네버 겟 아웃터 더 보트 (2002년)
- 조지 웰러스 (1997년)
- 앤더슨빌 (1996년)
- 숲속의 전사 (1996년)
- 라스트 맨 스탠딩 (1996년) - 조 먼데이 역
- 피닉스 (1995년)
- 레이저 맨 (1995년)
- 미러 미러 2 (1994년)
- 의뢰인 (1994년)
- 맥스 3000 (1993년)
- 스키터 (1993년)
- 시티 레인져 (1993년)
- 썸타임 데이 컴 백 (1991년)
- 인간 로켓티어 (1991년)
- 미러 미러 (1990년)
- 코치 (1989년)
- 머나먼 대서부 (1989년)
- 탈옥자 (1987년)
- 댈턴: 코드 오브 벤젠스 2 (1986년)
- 흑과 백 (1986년)
- 블랙 문 라이징 (1986년)
- 후레치 (1985년)
- 정의의 거리 (1985년)
- 시티 히트 (1984년)
- 나이트메어스 (1983년)
- 굿바이 마이 다링 (1983년)
- 코르테즈의 애가 (1982년)
- 남자의 진실 (1982년)
- 블레이드 러너 (1982년) - J.F. 세바스찬 역
- 래기디 맨 (1981년) - 캘빈 역
- 죽음의 추적자 (1981년)
- 광부의 딸 (1980년)
- 세비지 위크엔드 (1979년)
- 인간의 증명 (1977년)